# Dypsis onilahensis
Dypsis onilahensis – gatunek palmy z rzędu arekowców (Arecales). Występuje endemicznie na obszarze całego Madagaskaru, z wyjątkiem prowincji Toamasina. Można go spotkać między innymi w parkach narodowych Isalo i Midongy du Sud.
Rośnie zarówno w bioklimacie średniowilgotnym, górskim, półsuchym, jak i suchym. Występuje na wysokości do 2500 m n.p.m.